# Friedrich Kreppel
Friedrich Kreppel (* 19. Juni 1903 in Nürnberg; † 23. Juni 1992) war ein deutscher evangelischer Theologe und Pädagoge.

## Leben
Der Pfarrerssohn besuchte das Gymnasium in Nürnberg und München bis zum Abitur 1923. Dann studierte er Theologie bei Friedrich Brunstäd, legte das Theologische Staatsexamen ab, wandte sich der Pädagogik zu und promovierte 1927 in Erlangen mit einer Dissertation über Religionsphilosophie.
Seit 1913 gehörte Kreppel zum Wandervogel, gründete die Ortsgruppe München-Nord und den Gau Bayern 1920 und gehörte zur Bundesleitung 1921/22. Von 1923 bis 1933 gehörte er zum Reichsstand. Gefolgschaft Deutscher Wandervögel. Zum 1. Mai 1933 trat er der NSDAP bei (Mitgliedsnummer 3.490.711). Kreppel wurde als Pädagoge an die Hochschule für Lehrerbildung Weilburg berufen und leitete sie ab 1934 bis zur Einstellung 1941. „Viele  HfL-Direktoren ließen damals, unter dem Druck der Partei, die Stelle für evangelische Theologie verwaisen. In Fragen des Christentums war Kreppel nicht zum Kompromiß bereit.“
Nach 1945 wurde Kreppel Geschäftsführer des Hilfswerks der Evangelischen Kirche Hessen-Nassau. 1947 gründete er mit Hans-Joachim Schoeps und Werner Kindt den Freideutschen Kreis auf dem Kloster Altenberg bei Wetzlar. Schoeps, Hans-Joachim von Merkatz (Deutsche Partei) und Kreppel entwarfen 1954 ein neomonarchistisches Manifest und planten einen Volksbund für Monarchie.

## Schriften
- Die Religionsphilosophie Max Schelers. München 1927.
- Bund, Beruf und Wissenschaft: Gespräche mit dem Zeitgeist – Bezeugung und Bericht. Eine Dokumentation. dipa, Frankfurt am Main 1980.
- (Hrsg.) Lehrauftrag und Glaubenszeugnis: Vorträge einer Tagung Evangelischer Kirchenleitungen und pädagogischer Hochschulen. Beltz, Weinheim 1961.